# Trophée mondial de rugby à XV des moins de 20 ans 2019
Ne doit pas être confondu avec Championnat du monde junior de rugby à XV 2019.
 (juin 2018).
Si vous disposez d'ouvrages ou d'articles de référence ou si vous connaissez des sites web de qualité traitant du thème abordé ici, merci de compléter l'article en donnant les références utiles à sa vérifiabilité et en les liant à la section « Notes et références ».
Navigation
Trophée 2018 Trophée 2023
Le Trophée mondial de rugby à XV des moins de 20 ans 2019 (ou Trophée U20 World Rugby, en anglais World Rugby Under 20 Trophy) est la douzième édition de la compétition internationale annuelle, organisée par le Brésil. En plus du pays hôte et du relégué du Championnat du monde 2018, six équipes sont qualifiées. Elles sont réparties en deux poules et disputent ensuite des finales de classement.

## Format
En plus du pays hôte et du relégué du championnat du monde 2018, six équipes sont qualifiées. Elles sont réparties en deux poules et disputent ensuite des finales de classement.
La compétition est organisée au stade Martins-Pereira (en), à São José dos Campos.
Le vainqueur de la compétition est qualifié pour le Championnat du monde junior 2020 en Italie, édition qui est annulée à cause de la pandémie de Covid-19.

## Équipes participantes
Huit nations disputent le tournoi. En plus de l'organisateur, six équipes se sont qualifiées par le biais de leur compétition continentale. Le Japon participe automatiquement en tant que relégué du Championnat du monde 2018.
- Organisateur :  Brésil -20
- Relégué du Championnat du monde 2018 :  Japon -20
- Asie :  Hong Kong -20
- Afrique :  Kenya -20[2]
- Amérique du Sud :  Uruguay -20
- Amérique du Nord : Canada -20[3]
- Europe :  Portugal -20
- Océanie :  Tonga -20

## Phase de poules

### Poule A
| Rang | Pays        | J | V | N | D | Bo | Bd | Pm  | Pe  | Diff | Pts |
| ---- | ----------- | - | - | - | - | -- | -- | --- | --- | ---- | --- |
| 1    | Japon -20   | 3 | 3 | 0 | 0 | 3  | 0  | 150 | 89  | +61  | 15  |
| 2    | Uruguay -20 | 3 | 2 | 0 | 1 | 3  | 0  | 146 | 67  | +79  | 11  |
| 3    | Kenya -20   | 3 | 1 | 0 | 2 | 1  | 0  | 71  | 135 | -64  | 5   |
| 4    | Brésil -20  | 3 | 0 | 0 | 3 | 1  | 1  | 58  | 134 | -76  | 2   |

### Poule B
| Rang | Pays          | J | V | N | D | Bo | Bd | Pm  | Pe  | Diff | Pts |
| ---- | ------------- | - | - | - | - | -- | -- | --- | --- | ---- | --- |
| 1    | Portugal -20  | 3 | 3 | 0 | 0 | 3  | 0  | 148 | 51  | +97  | 15  |
| 2    | Tonga -20     | 3 | 2 | 0 | 1 | 2  | 0  | 93  | 77  | +16  | 10  |
| 3    | Canada -20    | 3 | 1 | 0 | 2 | 2  | 1  | 124 | 101 | +23  | 7   |
| 4    | Hong Kong -20 | 3 | 0 | 0 | 3 | 1  | 0  | 65  | 201 | -136 | 1   |

## Matchs de classement et finale

### 7eplace
| 21 juillet 2019 | Brésil -20 | 32 - 29 (19 - 12) (29 - 29) (29 - 29) | Hong Kong -20 | Stade Martins-Pereira (en), São José dos Campos Arbitre : Federico Vedovelli |
| 21 juillet 2019 | Essai(s) : 5 Quirino (10e, 48e), Ferreira (28e), Spago (38e), Teixeira (74e) Transformation(s) : 2 Spago (10e, 38e) Drop(s) : 1 Spago (100e+3) Carton(s) jaune(s) : 1 Gabriel (79e) | Rapport                               | Essai(s) : 4 Kitney (4e), Altier (19e), Knight (64e), McGrory (79e) Transformation(s) : 3 Altier (19e, 64e, 80e) Pénalité(s) : 1 Altier (52e) Carton(s) jaune(s) : 1 Tam (42e) | Stade Martins-Pereira (en), São José dos Campos Arbitre : Federico Vedovelli |
| 21 juillet 2019 | | Rapport                               | | Stade Martins-Pereira (en), São José dos Campos Arbitre : Federico Vedovelli |

### 5eplace
| 21 juillet 2019 | Kenya -20                                                           | 13 - 52 (8 - 19) | Canada -20 | Stade Martins-Pereira (en), São José dos Campos Arbitre : Luke Rogan |
| 21 juillet 2019 | Essai(s) : 2 Ayoo (31e), Okwach (57e) Pénalité(s) : 1 Coulson (23e) | Rapport          | Essai(s) : 8 Percillier (10e), De La Fontaine (16e), McCarthy (36e), Rowland (49e), N.Carson (65e, 72e), Richard (68e), Vikilani (80e) Transformation(s) : 6 Percillier (10e, 36e, 49e, 65e, 68e, 72e) Carton(s) jaune(s) : 1 James (56e) | Stade Martins-Pereira (en), São José dos Campos Arbitre : Luke Rogan |
| 21 juillet 2019 |                                                                     | Rapport          | | Stade Martins-Pereira (en), São José dos Campos Arbitre : Luke Rogan |

### 3eplace
| 21 juillet 2019 | Uruguay -20 | 27 - 29 | Tonga -20 | Stade Martins-Pereira (en), São José dos Campos Arbitre : Nehuén Jauri Rivero |
| 21 juillet 2019 | Essai(s) : 4 Lombardo (14e), Amaya (20e), de pénalité (59e), Rippe (80e+3) Transformation(s) : 2 D'Avanzo (14e), de pénalité (59e) Pénalité(s) : 1 D'Avanzo (5e) | Rapport | Essai(s) : 4 Fakatou (26e), Tongotea (33e), Toia (47e, 50e) Transformation(s) : 3 Samate (33e, 47e, 50e) Pénalité(s) : 1 Samate (2e) Carton(s) jaune(s) : 2 Pauta (35e), Tuifua (66e) | Stade Martins-Pereira (en), São José dos Campos Arbitre : Nehuén Jauri Rivero |
| 21 juillet 2019 | | Rapport | | Stade Martins-Pereira (en), São José dos Campos Arbitre : Nehuén Jauri Rivero |

### Finale
| 21 juillet 2019 | Japon -20 | 35 - 34 (14 - 21) | Portugal -20 | Stade Martins-Pereira (en), São José dos Campos Arbitre : Damián Schneider |
| 21 juillet 2019 | Essai(s) : 5 Maruo (7e), Vailea (9e), Harada (49e), de pénalité (66e), Kawase (76e) Transformation(s) : 5 Fukuyama (7e, 9e, 49e, 76e), de pénalité (66e) Carton(s) jaune(s) : 2 Kawase (32e), Fukuyama (40e) | Rapport           | Essai(s) : 5 Marta (11e), Costa (33e), Storti (37e, 54e), Salgado (69e) Transformation(s) : 3 Portela (11e, 33e, 37e) Pénalité(s) : 1 Portela (43e) | Stade Martins-Pereira (en), São José dos Campos Arbitre : Damián Schneider |
| 21 juillet 2019 | | Rapport           | | Stade Martins-Pereira (en), São José dos Campos Arbitre : Damián Schneider |

| Japon Titulaires Ryosuke Kawase 15 Yuichiro Wada 14 Tomoki Osada (en) 13 Taihei Kusaka 12 Futo Yamaguchi 11 Ryuto Fukuyama 10 Kaisei Tamura 9 Tamakasa Maruo 8 Shota Fukui 7 Halatoa Vailea 6 Ryusei Koike 5 Ougi Yanamoto 4 Sho Maeda 3 Mamoru Harada 2 Yota Kamimori 1 Remplaçants Daiki Nishiyama 16 Gun Tajima 17 Shohei Tsujimura 18 Terutaka Oka 19 Koki Matsumoto 20 Akito Okui 21 Hayato Fukunishi 22 Ryota Tomoike 23 Takumi Aoki 24 Moeki Fukushi 25 Keita Inayoshi 26 |  |  |  | Portugal Titulaires 15 Simão Bento 14 Raffaele Storti 13 Rodrigo Marta 12 José do Carmo 11 Francisco Salgado 10 Jerónimo Portela 9 Joaquim Félix 8 José Roque 7 Manuel Pinto 6 Manuel Maia 5 Martim Belo 4 Helano Alberto 3 Duarte Conde 2 Rodrigo Bento 1 David Costa Remplaçants 16 Márcio Pinheiro 17 António Cunha 18 Frederico Simões 19 André Gouveia 20 José Madeira 21 Sebastião Silva 22 Pedro Lucas (en) 23 Tomás Lamboglia 24 João Vieira 25 José Santos 26 Francisco Rosa |